# Anadendrum ellipticum
Anadendrum ellipticum là một loài thực vật có hoa trong họ Ráy (Araceae). Loài này được Widyartini & Widjaja mô tả khoa học đầu tiên năm 1999.